# دختر آوریل
دختر آوریل (به اسپانیایی: La hijas de abril) فیلمی در ژانر درام به کارگردانی میشل فرانکو است که در سال ۲۰۱۷ منتشر خواهد شد. این فیلم برای رقابت در بخش نوعی نگاه هفتادمین جشنواره فیلم کن انتخاب شد و جایزه ویژه هیئت داوران را نیز در این بخش از آن خود کرد.

## بازیگران
- اما سوآرث